# Beller Holz
Das Beller Holz oder auch Beller Wald ist ein Naturschutzgebiet in Nordrhein-Westfalen. Es liegt zwischen Bad Meinberg im Westen und Belle im Osten. Der nördliche Teil des Naturschutzgebietes liegt auf dem Gebiet der Stadt Blomberg. Im Süden schließt sich direkt das Naturschutzgebiet Norderteich an. Der nach FFH-Richtlinie geschützte Teil umfasst 462 Hektar. Der weit überwiegende Teil des Waldes ist im Besitz des Landesverband Lippe.

## Geschichte
Im 17. und 18. Jahrhundert wurde das Gelände als Hudefläche genutzt. Der Bewuchs bestand vorwiegend aus alten Bäumen, nachwachsende Bäume wurden vom Vieh gefressen. Das Gelände war in drei Bezirke unterteilt: Der Norderteicher Forst im Süden und das Meierholz im Westen gehörten den Herren zur Lippe, das sogenannte Nordholz war seit dem 16. Jahrhundert im Besitz der Stadt Steinheim. Das Beller Holz war zu dieser Zeit vermutlich ein Eichen-Mischwald und diente im Winter der Schweinemast. Im Dreißigjährigen Krieg befand sich im Forst ein Militärlager, Teile des Waldes fielen einem Feuer zum Opfer oder wurden zur Brennholzversorgung genutzt. Im 17. Jahrhundert gab es wiederholt Streit um die Nutzung zwischen der Stadt Steinheim und den hudeberechtigten Dörfern. Als Folge kauften die Herren zur Lippe im Jahr 1733 das Nordholz zurück. Ende des 18. Jahrhunderts waren etwa 240 Hektar des Landes bewaldet. 1790 erwog man daher, das Gelände landwirtschaftlich zu nutzen und Meierhöfe anzulegen. Es fanden sich aber offenbar nicht genug Siedlungswillige. Mit dem Hudeablösungsgesetz im Januar 1850 begann die kontrollierte Waldwirtschaft und damit die Aufforstung. Aus dieser Zeit stammen auch zahlreiche der Stieleichen im südlichen Teil des Waldes. Im späten 19. Jahrhundert wurden Entwässerungsmaßnahmen durchgeführt, um die Bedingungen für die Eichen zu verbessern.

## Charakteristik
Der Wald wird von zahlreichen Kleingewässern durchflossen. 88 % des Waldes besteht aus Laubbäumen, vorwiegend Buchen, dazu Eichen, Erlen und Eschen. Die Hälfte der Bäume hat ein Alter von 100 Jahren und mehr.
Die Waldflächen setzen sich überwiegend zusammen aus Waldmeister-Buchenwald, Hainsimsen-Buchenwald sowie Stieleichen- und Hainbuchenwald. Geschützte Biotope umfassen unter anderem Quellbereiche, stehende Binnen- und Fließgewässerbereiche, Auwälder und Röhrichte.
An Rote-Liste-Arten finden sich
- Eisvogel
- Grasfrosch
- Graureiher
- Grauspecht
- Mittelspecht
- Schwarzspecht
- Schwarzstorch
- Teichfrosch
- Teichralle
- Teichrohrsänger
- Waldkauz
- Waldlaubsänger
- Waldschnepfe
- Zwergtaucher

## Naturdenkmale
Im Beller Holz sind zwei Naturdenkmale ausgewiesen. Nördlich der durchführenden Bundesstraße 239 steht die sogenannte Schlagetereiche, am südlichen Rand an der Grenze zum Naturschutzgebiet Norderteich beim Gasthaus Entenkrug ist eine Gruppe von sieben Eichen ebenfalls als Naturdenkmal ausgewiesen.